# Kevin Puts
Kevin Matthew Puts (* 3. Januar 1972 in St. Louis) ist ein US-amerikanischer Komponist. 2012 wurde er für seine Oper Silent Night mit dem Pulitzer Prize of Music ausgezeichnet.

## Leben und Werk
Kevin Puts studierte zunächst an der Eastman School of Music, dann bis zum Master-Abschluss an der Yale University. Seinen Doctor of Musical Arts erwarb er wiederum an der Eastman School. 1996 wurde er Composer-in-Residence der Young Concerts Artists und der California Symphony. 
1999 wurde sein Concerto for Everyone von der New York Youth Symphony in der Carnegie Hall uraufgeführt. Seitdem entstanden zahlreiche Kompositionen, darunter 4 Sinfonien (ein weiteres, ursprünglich als 5. Sinfonie angekündigtes Opus wurde unter dem Titel The City als doppeltes Auftragswerk des Baltimore Symphony Orchestra und der Carnegie Hall 2016 uraufgeführt), ein Schlagzeugkonzert (mit Evelyn Glennie als Uraufführungs-Solistin) und das Cellokonzert Vision, dessen Solopart bei der Uraufführung Yo-Yo Ma übernahm.
Zu Kevin Puts vielen Auszeichnungen zählen der Barlow International Prize for Orchestral Music (1999), eine Guggenheim Fellowship (2001), der Rome Prize 2001/2002 der American Academy in Rome und 2003 ein Preis für Orchesterkomposition der American Academy of Arts and Letters. 2012 erhielt Puts mit seiner ersten Oper Silent Night, die 2011 an der Minnesota Opera uraufgeführt wurde und auf dem Film Merry Christmas basiert, den Pulitzer Prize of Music. 2014 erlebte die Oper beim Wexford Festival ihre europäische Erstaufführung.
Von 1999 bis 2005 lehrte Puts Komposition an der University of Texas at Austin. Seit 2006 ist Kevin Puts Mitglied des Fachbereichs Komposition am Peabody Institute in Baltimore. Außerdem ist er Direktor des Minnesota Orchestra Composer’s Institute.
Seine auf dem Roman Michael Cunninghams und dem Film The Hours – Von Ewigkeit zu Ewigkeit basierende vierte Oper The Hours wurde am 22. November 2022 in der Metropolitan Opera New York szenisch uraufgeführt.
Vertonung von Gedichten der Emily Dickinson und deren Uraufführung erfolgte in Bregenz 2025: No Prisoner be.